# Beyond the Mat
Beyond the Mat ist ein US-amerikanischer Dokumentarfilm von Barry W. Blaustein von 1999. Der Dokumentarfilm zeigt anhand der drei Wrestler Terry Funk, Mick Foley und Jake Roberts die Hintergründe und das familiäre Leben im Wrestling.

## Handlung
Barry W. Blaustein erklärt, wie er zum Wrestling-Fan wurde und wie in ihm die Idee wuchs, einen Blick hinter die Kulissen zu werfen. Die erste Station seiner Reise ist die World Wrestling Federation in Stamford (Connecticut), wo gerade der Wrestler Darren Drozdov sein Try-out hatte. Vince McMahon zeigte sich sehr beeindruckt von dessen Fähigkeit, sich auf Kommando übergeben zu können und bietet ihm einen Vertrag an. Er soll als „Puke“ eingeführt werden. Zum Abschluss lässt Vince McMahon den Wrestler sich in einen Mülleimer erbrechen. Der nächste Weg führt den Dokumentarfilmer in die Wrestling-Schule und Liga „All Pro Wrestling“ von Roland Alexander. Dieser erklärt das „Pay-to-play“-Prinzip der Schule und stellt einige neue Talente vor. Michael Modest und Tony Jones haben nun ein Try-out bei einer House-Show der WWF.
Als Nächstes wird Terry Funk vorgestellt, der in Amarillo, Texas, lebt und als König des Hardcore Wrestling und Star der ECW fungiert. Einige seiner brutalen Matches werden gezeigt. Danach zeigt der Film Szenen der Hochzeit einer seiner Töchter, bei denen Terry Funk mit den Tränen ringt. Er wird zum Arzt begleitet, der ihm unverblümt sagt, dass seine Kniegelenke völlig kaputt sind und er mit dem Wrestlen aufhören sollte. Ein paar Tage später gewinnt er in einem rüden Hardcore-Match mit 53 Jahren bei „Barely Legal“, dem ersten Pay-per-View der ECW, den ECW-Championship-Gürtel.
Als Nächstes wird einer der besten Freunde und Schüler von Terry Funk vorgestellt: Mick Foley, bekannt in der WWF als „Cactus Jack“, „Mankind“ und „Dude Love“. Er wird von Blaustein als einer der normalsten Wrestling-Stars beschrieben, der ein glückliches Familienleben führt und ein besorgter und liebevoller Vater sei. Im krassen Gegensatz dazu stehen seine Hardcore-Matches gegen Terry Funk in Japan und seine Anfänge als Backyard-Wrestler. Neben diesem Filmmaterial werden Ausschnitte aus dem Hell in a Cell-Match gegen The Undertaker gezeigt. Dabei fällt Mick Foley mehrmals von einem fünf Meter hohen Käfig. Nach dem Match versuchte seine verzweifelte Frau ihn anzurufen, um nachzufragen, ob alles ok sei.
Die nächste Station führt nach Nebraska, wo Jake „The Snake“ Roberts für eine kleine Promotion antritt. Der Mann, der einst einer der größten Publikumslieblinge der WWF war, ist völlig heruntergekommen. Ein starker Alkoholiker, der mit seiner Familie gebrochen hat und nun für wenig Geld sein immer noch vorhandenes Talent vermarktet. Blaustein begleitet Roberts zu seinem Vater Grizzly Smith, der ihn in seiner Kindheit grob misshandelte und die sich heute bei Besuchen kaum in die Augen gucken können.
Blaustein porträtiert nun kurz die Lebenswege von Chyna, die sich trotz ihres muskulösen Aussehens außerhalb des Rings sehr feminin gibt, Koko B. Ware, dem es ähnlich ergangen ist wie Jake Roberts, und Jesse Ventura, der nun als Politiker arbeitet. Jerome Young, ein verurteilter Krimineller, der einen „Justifiable homicide“ begangen hatte, freundet sich mit dem Regisseur an und erhält von ihm ein Vorsprechen in Hollywood.
Zurück in Amarillo verkündet Terry Funk seinen Abschied vom Wrestling. Ein letztes Match gegen Bret „The Hitman“ Hart soll noch stattfinden. Terry Funk überredet seinen alten Weggefährten, den erfolglosen Dennis Stamp bei dem Match als Schiedsrichter mitzuwirken, nachdem dieser sich weigerte, zur Show zu kommen, da er nicht gebookt war.
Mick Foley indes nimmt seine Familie zu einem „I Quit“-Match gegen „The Rock“ mit, das harmloser ausfallen soll, als seine bisherigen Matches. Kurz vor dem Match wird jedoch die Storyline geändert. Nach sieben Stuhlschlägen auf Foleys Schädel verlassen seine Frau und die beiden Kinder entsetzt den Ort des Geschehens. Mick Foley erhielt an diesem Abend eine Gehirnerschütterung und eine offene Platzwunde. Wenige Tage später schaut er sich das Footage an und ist erschrocken, wie er seiner Familie das antun konnte.
Anschließend begleitet Blaustein Jake Roberts zu seiner Tochter, mit der er vier Jahre nicht gesprochen hatte. Auch dieses Wiedersehen verläuft wenig zufriedenstellend für die beiden. Jake Roberts schließt sich in seinem Hotelzimmer ein und raucht dort Crack. Anschließend gibt er wirres Zeug von sich.
Der Film endet mit einer kurzen Nachschau, was sich nach der Beendigung der Dreharbeiten ereignete: Terry Funks „Ruhestand“ währte etwa drei Monate, Jerome Young arbeitet nun für die ECW und Jake Roberts wurde verhaftet, weil er seine Alimente nicht bezahlt hatte. Die beiden Wrestler, die anfangs ein Try-out hatten, wurden nicht wieder eingeladen und arbeiten nun in zivilen Berufen. Darren Drozdov wurde nie als „Puke“ eingeführt und arbeitete als Droz für die WWF, bis er sich bei einem Match eine Verletzung zuzog und nun im Rollstuhl sitzt. Darren Drozdov war bis zu seinem Tod 2023 querschnittsgelähmt.

## Hintergrund
Die Produktion des Dokumentarfilms dauerte etwa drei Jahre. Anfangs war Vince McMahon begeistert und unterstützte den Filmemacher. Als er aber merkte, dass seine Darstellung in der Dokumentation nicht gerade zum Vorteil geriet, schwenkte er um. Nach Beendigung der Dreharbeiten verweigerte er seine Mitarbeit an der Dokumentation und versuchte den Film aufzukaufen, um ihn unter Verschluss zu halten.
Die WWF versuchte außerdem die Werbung für den Film zu boykottieren und verbot einigen Wrestlern über den Film in der Öffentlichkeit zu sprechen. Lions Gate Films verklagte daraufhin die WWF wegen Vertragsbruch. Mick Foley, Hulk Hogan, Terry Funk und Roddy Piper jedoch unterstützten Blaustein bei einer Ausgabe der Talkshow Larry King Live. Als Resultat der Kontroverse erhielt der Film die Tagline The film Vince McMahon doesn’t want you to see.

## Kritiken und Auszeichnungen
Im deutschsprachigen Raum wurde 1999 eine VHS-Version des Films veröffentlicht. Die Zeitschrift Cinema bezeichnete den Film als „faszinierend und sehr menschlich“. Außer einem Genrepublikum verbreitete er sich im europäischen Raum kaum. Eine DVD-Veröffentlichung steht noch aus. Der Film wurde in den USA überwiegend positiv bewertet und erhielt mehrere Auszeichnungen.
Awards
- 2000: Cinequest San Jose Film Festival: Audience Favorite Choice Award - Honorable Mention/Best Documentary
- 2000: Directors Guild of America: nominiert für den DGA Award
- 2000: SXSW Film Fetsiival: Audience Award